# Vladimirs Mamonovs
Vladimirs Mamonovs (* 22. April 1980 in Riga, Lettische SSR) ist ein lettischer Eishockeyspieler, der seit Februar 2016 erneut beim HK Mogo in der lettischen Eishockeyliga unter Vertrag steht.

## Karriere
Vladimirs Mamonovs begann seine Karriere als Eishockeyspieler bei den Juniors Riga, für die er in der Saison 1996/97 sein Debüt in der lettischen Eishockeyliga gab. Anschließend spielte der Angreifer ein Jahr lang für den HK Riga in der East European Hockey League, ehe er im Sommer 1998 vom  HK Liepājas Metalurgs unter Vertrag genommen wurde, für den er parallel am Spielbetrieb der lettischen Eishockeyliga und der EEHL teilnahm und in der Saison 1999/2000 erstmals in seiner Laufbahn Lettischer Meister wurde. Im Anschluss an diesen Erfolg wechselte der Linksschütze zum HK Riga 2000, mit dem er in der Saison 2000/01 erneut die lettische Meisterschaft gewann. Zudem wurde er mit seiner Mannschaft zwei Mal Vizemeister (2001 und 2002) in der EEHL.
Im Sommer 2003 kehrte Mamonovs zu seinem Ex-Club HK Liepājas Metalurgs zurück, für den er in den folgenden drei Spielzeiten parallel in der lettischen Eishockeyliga, sowie der belarussischen Extraliga auflief. Zur Saison 2006/07 unterschrieb der Lette beim deutschen Zweitliga-Absteiger EHC Freiburg, mit dem er den direkten Wiederaufstieg verpasste. Daraufhin verließ der Nationalspieler den Oberligisten und nahm ein weiteres Mal ein Angebot vom HK Liepājas Metalurgs an, für den er in der Saison 2007/08 ausschließlich in Lettland, sowie in der folgenden Spielzeit ausschließlich in der belarussischen Extraliga auf dem Eis stand, wobei der 2008 mit Metalurgs erneut lettischer Meister wurde. 2011 wurde er mit Metalurgs ebenfalls Lettischer Meister. Zur Saison 2011/12 wurde er vom HK Sary-Arka Karaganda aus der kasachischen Meisterschaft verpflichtet.
Mitte der gleichen Saison wechselte er innerhalb der Liga zum HK Arlan Kökschetau.
Zu Beginn der Saison 2012/13 spielte er für SMScredit.lv, ehe Mamonovs vom HC Nové Zámky verpflichtet wurde und für diesen in der MOL Liga aktiv war. Es folgte ein weiteres Jahr in der kasachischen Meisterschaft beim HK Beibarys Atyrau. Im Sommer 2014 kehrte er nach Lettland zurück und spielte für den HK Mogo in der lettischen Eishockeyliga. Dabei wurde er im Oktober 2014 als Spieler des Monats ausgezeichnet und gewann am Saisonende mit Mogo die lettische Meisterschaft. Nach diesem Erfolg kehrte er zum HC Nové Zámky zurück, der in der Zwischenzeit wieder in der slowakischen 1. Liga spielte. Im Februar 2016 verließ er den Klub abermals und spielt seither beim HK Mogo.
Mit dem HK Mogo wurde er 2017 und 2018 jeweils Pokalsieger sowie 2019 erneut lettischer Meister.

## Erfolge und Auszeichnungen
- 2000 Lettischer Meister mit dem HK Liepājas Metalurgs
- 2001 Lettischer Meister mit dem HK Riga 2000
- 2001 Vizemeister der EEHL mit dem HK Riga 2000
- 2002 Vizemeister der EEHL mit dem HK Riga 2000
- 2008 Lettischer Meister mit dem HK Liepājas Metalurgs
- 2011 Lettischer Meister mit dem HK Liepājas Metalurgs
- 2014 Spieler des Monats Oktober der lettischen Eishockeyliga
- 2015 Lettischer Meister mit dem HK Mogo
- 2017 Lettischer Pokalsieger mit dem HK Mogo
- 2018 Lettischer Pokalsieger mit dem HK Mogo
- 2019 Lettischer Meister mit dem HK Mogo

## Karrierestatistik

### International
(Legende zur Spielerstatistik: Sp oder GP = absolvierte Spiele; T oder G = erzielte Tore; V oder A = erzielte Assists; Pkt oder Pts = erzielte Scorerpunkte; SM oder PIM = erhaltene Strafminuten; +/− = Plus/Minus-Bilanz; PP = erzielte Überzahltore; SH = erzielte Unterzahltore; GW = erzielte Siegtore; 1 Play-downs/Relegation; Kursiv: Statistik nicht vollständig)